# Rajavuori
Rajavuori är en kulle i Finland. Den ligger i Virmo och landskapet Egentliga Finland, i den sydvästra delen av landet, 160 km väster om huvudstaden Helsingfors. Toppen på Rajavuori är 49 meter över havet.
Terrängen runt Rajavuori är platt. Runt Rajavuori är det glesbefolkat, med 20 invånare per kvadratkilometer. Närmaste större samhälle är Mynämäki, 7,7 km väster om Rajavuori. I omgivningarna runt Rajavuori växer i huvudsak barrskog.